# هایپوآلرژنیک
هایپوآلرژنیک (به انگلیسی: Hypoallergenic) به معنی کمتر از حد طبیعی یا اندکی حساسیت‌زا، اولین بار در کمپین مواد آرایشی در سال ۱۹۵۳ استفاده شد. این کلمه برای توصیف اقلامی (بویژه مواد آرایشی و منسوجات) که عکس العمل‌های حساسیت‌زای کمی ایجاد می‌کنند یا اینطور ادعا می‌شود استفاده شد. حیوانات هایپوآلرژنیک موادی را که باعث حساسیت می‌شود تولید می‌کنند، اما به دلیل نوع پوشش خود و نداشتن خز، یا نداشتن ژن تولید کنندهٔ یک پروتئین معین، از انواع دیگر همان گونه مواد حساسی‌زای کمتری تولید می‌کنند. افرادی که آلرژی‌های شدید یا آسم دارند ممکن است تحت تأثیر حیوانات خانگی هایپوآلرژنیک قرار بگیرند.
عبارت تعریف پزشکی ندارد، اما کاربرد آن متداول است و در بیشتر فرهنگ لغات استاندارد انگلیسی یافت می‌شود. در بعضی کشورها، گروهی‌هایی وجود دارند که به مسئلهٔ حساسیت علاقه دارند و آزمایش‌هایی را برای تولیدکنندگان فراهم می‌کنند که بیمه می‌کند یک محصول عکس العمل‌های حساسیت‌زا تولید نخواهد کرد، اما چنین محصولاتی معمولاً با عبارتهای دیگر ولی شبیه توصیف و برچسب‌گذاری شده‌اند. تاکنون، مقامات دولتی هیچ کشوری گواهینامه‌ای رسمی فراهم نکرده‌اند که یک کالا قبل از اینکه به عنوان هایپو آلرژنیک توصیف شود موظف به اخذ آن باشد.
صنعت تولید مواد آرایشی سالها تلاش کرده‌است مانع ایجاد یک استاندارد صنعتی برای استفاده از این عبارت گردد؛ در سال ۱۹۷۵؛ سازمان غذا و دارو آمریکا تلاش کرد هایپوآلرژنیک بودن مواد را کنترل کند، اما شرکت‌های تولید مواد آرایشی کلینیک لابراتوریز و آلمای پیشنهاد را در دادگاه تجدید نظر ناحیه کلمبیای، ایالات متحده که حکم داد قانون‌گذاری معتبر نیست، به چالش کشیدند، بنابراین، شرکتها نیازمند هیچ نوع آزمایشی برای اعتباربخشی به ادعایشان نیستند.